# Sala Sporturilor (Târgu Mureș)
La Sala Sporturilor è un'arena coperta di Târgu Mureș.

## Storia e descrizione
La Sala Sporturilor è stata inaugurata nel 1978 e ha una capienza di circa duemila posti a sedere: al suo interno si svolgono attività sportive, soprattutto pallacanestro e pallavolo, oltre che eventi musicali e spettacoli vari.
Il palazzetto ospita le partite casalinghe della squadra di pallacanestro maschile del Baschet Club Mureș, militante in Divizia A e della squadra di pallavolo femminile del Clubul Sportiv Universitar Târgu Mureș, militante in Divizia A1. Ha ospitato un girone di qualificazione dell'UEFA Futsal Championship 2010 e del campionato europeo femminile di pallamano 2010.